# Guillonville
Guillonville – miejscowość i gmina we Francji, w Regionie Centralnym, w departamencie Eure-et-Loir.
Według danych na rok 1990 gminę zamieszkiwały 434 osoby, a gęstość zaludnienia wynosiła 16 osób/km² (wśród 1842 gmin Regionu Centralnego Guillonville plasuje się na 733. miejscu pod względem liczby ludności, natomiast pod względem powierzchni na miejscu 418.).